# Droids Adventures
Droids Adventures (Droids: The Adventures of R2-D2 and C-3PO) è una serie animata del 1985, spin-off del franchise di Guerre stellari. È incentrata sulle gesta dei droidi C-3PO e R2-D2 prima degli eventi del film Guerre stellari.
La serie fu prodotta dalla Nelvana per conto della Lucasfilm e trasmessa sulla ABC in 13 episodi dal 7 settembre al 30 novembre 1985, contemporaneamente alla prima stagione della serie Ewoks (come parte del contenitore Ewoks and Droids Adventure Hour). Il 7 giugno 1986 fu trasmesso lo speciale di 48 minuti Il Grande Heep, ambientato tra gli episodi 9 e 10.

## Trama
Dopo essere stati abbandonati dal contrabbandiere loro padrone, C-3PO e R2-D2 diventano di proprietà di diversi nuovi padroni con i quali affrontano gangster, criminali, pirati, cacciatori di taglie, l'Impero Galattico e altre minacce, trovandosi in varie situazioni difficili. La serie è strutturata in tre archi narrativi; i droidi incontrano dei nuovi padroni all'inizio di ciascuno e alla fine sono costretti a rimanere nuovamente soli.

## Personaggi e doppiatori
| Personaggio      | Doppiatore originale | Doppiatore italiano |
| ---------------- | -------------------- | ------------------- |
| C-3PO            | Anthony Daniels      | Giuliano Santi      |
| Thall Joben      | Andrew Sabiston      | Andrea Ward         |
| Jord Dusat       | Dan Hennessey        | Enzo Consoli        |
| Kea Moll         | Lesleh Donaldson     |                     |
| Tig Fromm        | Winston Rekert       | Gastone Pescucci    |
| Vlix             | John Stocker         | Sandro Sardone      |
| Sise Fromm       | Donny Burns          | Vittorio Amandola   |
| Jann Tosh        | Don Francks          |                     |
| Kybo Ren         | Don Francks          |                     |
| Mon Julpa        | Chris Wiggins        |                     |
| Jessica Meade    | Taborah Johnson      |                     |
| Sollag Den       | John Stocker         |                     |
| Jyn Obah         | Dan Hennessey        |                     |
| Mungo Baobab     | Winston Rekert       |                     |
| Bisad Koong      | Dan Hennessey        |                     |
| Terrinald Screed | Graeme Campbell      |                     |
| Auren Yomm       | Jan Austin           |                     |
| Nilz Yomm        | Peter MacNeill       |                     |

## Produzione
La serie è stata prodotta dalla società canadese Nelvana per Lucasfilm. Diversi episodi sono stati scritti dal sound designer di Guerre stellari Ben Burtt. Hanho Heung-Up è stata la società coreana assunta per animare la serie.
Le musiche sono state composte da Patricia Cullen, David Greene e David W. Shaw. La sigla di apertura, In Trouble Again, è stata eseguita da Stewart Copeland dei Police e scritta dallo stesso Copeland con Derek Holt, mentre quella di chiusura è una versione solo strumentale della stessa.

## Distribuzione
La serie è stata trasmessa negli Stati Uniti su ABC assieme alla serie animata Ewoks come parte del programma Ewoks and Droids Adventure Hour. Ha debuttato il 7 settembre 1985 come parte di uno speciale di fitness condotto da Tony Danza e versioni live action dei droidi. Si compone di una stagione di 13 episodi di 21 minuti e da uno speciale di 48 minuti, Il Grande Heep, trasmesso il 7 giugno 1986 e ambientato tra gli episodi 9 e 10.

### Edizione italiana
L'edizione italiana della serie fu trasmessa su Italia 1 nel 1987. Fu la prima opera audiovisiva a ripristinare i nomi originali dei droidi, che nei film erano stati ribattezzati D-3BO e C1-P8. I dialoghi, a cura di Carla Toni, presentano alcuni errori di traduzione, tra cui l'affermazione che Boba Fett sarebbe un bandito. Il 18 giugno 2021 la serie e Il Grande Heep sono stati pubblicati su Disney+, in inglese sottotitolato e col titolo Droids.

### Edizioni home video
In America del Nord quasi tutti gli episodi della serie (eccetto Coby e gli Starhunters) furono pubblicati in quattro VHS negli anni ottanta e novanta, questa edizione presentava le sequenze di apertura modificate. In Italia nel 1988 la Panarecord distribuì una VHS intitolata Droids - La grande battaglia contenente i primi quattro episodi.
Il 3 febbraio 1997 fu distribuito in VHS in America del Nord The Pirates and the Prince, un film direct-to-video composto dagli episodi 5-8. Il 23 novembre 2004 fu invece pubblicato il DVD Star Wars: Animated Adventures - Droids che conteneva The Pirates and the Prince e Treasure of the Hidden Planet, un nuovo film collettivo ricavato dagli ultimi quattro episodi che include una narrazione di Mungo Baobab (doppiato da Alex Lindsay). Entrambi i film sono stati prodotti da Rick McCallum e presentano alcune modifiche rispetto alla serie, principalmente nella colonna sonora.

## Altri media

### Libri
Tra il 1985 e il 1987 alcuni episodi furono adattati in libri illustrati per bambini.

### Videogioco
Nel 1988 fu distribuito un videogioco a piattaforme basato sulla serie, sviluppato dalla Binary Design e pubblicato dalla Mastertronic per Amstrad CPC, Commodore 64 e ZX Spectrum. Nel gioco C-3PO e RD-D2 si ritrovano prigionieri della banda Fromm e devono sfuggire a una serie di trappole e droidi ostili, facendosi strada attraverso la prigione della banda, un livello minerario e un livello di ricerca per sfuggire ai loro rapitori e ricongiungersi con il loro padrone, Thall Joben.

### Fumetti
Nel 1986 l'etichetta Star Comics della Marvel Comics pubblicò Star Wars: Droids, una serie a fumetti derivata dal cartone animato. La serie bimestrale fu pubblicata per otto numeri. Quattro numeri e la copertina del n. 5 della serie vennero disegnati da John Romita Sr.. La storia pubblicata nel n. 4, Lost in Time, fa parte di un crossover con la serie Ewoks che continua nella storia del n. 10 di tale pubblicazione, The Demons of Endor. Gli ultimi tre numeri fanno parte di un arco narrativo che racconta il film originale Guerre stellari dal punto di vista dei droidi.
Inoltre, nello stesso anno l'editore spagnolo Editorial Gepsa pubblicò la striscia a fumetti Droids come parte di una rivista antologica.

## Merchandising
Nel 1985 la Kenner Products realizzò una linea di giocattoli basata sulla serie, incluse action figure, modellini di navi e altri oggetti. Due action figure, quella di Boba Fett e quella di un pilota dell'A-wing, erano riconfezionate dalla linea principale di Guerre stellari. La linea di giocattoli fu cancellata dopo il primo gruppo di 12 personaggi a causa della diminuzione della popolarità di Guerre stellari. Tra il 1987 e il 1988 la brasiliana Glasslite vendette gli oggetti Kenner rimanenti nel magazzino e produsse una serie molto limitata di giocattoli de Il ritorno dello Jedi e di Droids Adventures rimanenti da una svendita. Alcuni veicoli, mini-impianti e action figure furono distribuiti in una nuova confezione. Il personaggio di Vlix (lo scagnozzo di Tig Fromm) fu una action figure esclusiva realizzata dagli stampi inutilizzati della Kenner. Come il resto della linea Glasslite, ne sono stati prodotti pochissimi, ed ancora meno ne sono stati venduti e la maggior parte è stata riciclata a causa della crisi economica che ha afflitto il paese. Vlix era la action figure di Guerre stellari più preziosa (circa 6 000 dollari), fino a quando una figure di Fett venne venduta per 69 000 sterline (circa 92 000 dollari) all'asta.
Nel 2021, per il 50º anniversario della Lucasfilm, Hasbro ha pubblicato un'esclusiva linea di action figure della Target Corporation basata sulla serie, con il duo di droidi protagonisti e Boba Fett. Fett è stato anche pubblicato come una figure più grande della linea Star Wars: The Black Series.